# Temporada 1964 del Campeonato de España de Rally
La temporada 1964 fue la edición 8.ª del Campeonato de España de Rally. El calendario contó al menos con seis pruebas: Rally Vasco Navarro, Rally Cataluña, Rally Nacional del RACE, Rally IMOSA-DKW, Rally de las Dos Cataluñas y Rally Costa Azahar. El ganador fue Jaime Juncosa Jr. que logró dos victorias, Cataluña y Dos Cataluñas a bordo de un Fiat Abarth. Estanislao Reverter fue subcampeón y José María Juncadella tercero.
Durante esta temporada se restablecieron los pases «B3» por lo que los participantes que usaron modelos de marcas extranjeras tenían que retirar el vehículo fuera del territorio español y luego pedir permiso para poder competir de nuevo tras pagar una tasa y declarar el número de kilómetros.

## Calendario
- Calendario incompleto.

| N.º | Fecha               | Rally                              | Superficie     | Series  |
| --- | ------------------- | ---------------------------------- | -------------- | ------- |
| 1   | 14-15 de marzo      | 5.º Rallye Vasco Navarro           |                |         |
| 2   | 1-3 de mayo         | 12.º Rally del RACE                | Asfalto        |         |
| 3   | 6-7 de junio        | 8.º Rally Cataluña                 | Asfalto/tierra | Francia |
| 4   | 19-20 de septiembre | 3.º Rallye Internacional IMOSA-DKW |                |         |
| 5   | 23-25 de octubre    | 5.º Rallye de las Dos Cataluñas    | Asfalto/nieve  | Francia |
| 6   | 22 de noviembre     | 3.º Rally Costa Azahar             |                |         |

## Resultados
- Resultados incompletos.

| Pos. | Piloto                | VAS | ESP | CAT | DKW | 2CA | CAZ | Ptos. |
| ---- | --------------------- | --- | --- | --- | --- | --- | --- | ----- |
| 1.   | Jaime Juncosa Jr.     |     | 10  | 1   |     | 1   |     |       |
| 2.   | Estanislao Reverter   | Ret | 4   |     |     |     |     |       |
| 3.   | José María Juncadella |     |     |     |     |     |     |       |
|      | Juan Fernández        | 2   | 2   | 2   |     | 21  |     |       |
|      | «Salvador»            | 1   | 18  | DNS | Ret |     |     |       |
|      | Paco Godía            |     | 1   |     |     |     |     |       |
|      | Jesús Sáez de Buruaga | 4   | 20  |     |     |     |     |       |
|      | Enrique Landa         | 7   | 17  |     |     |     |     |       |
|      | Vittorio Lepori       | 3   |     |     |     | 7   |     |       |
|      | Jaime Samsó           |     | 6   | Ret |     |     |     |       |